# Mark Platts
Mark Anthony Platts (* 23. Mai 1979 in Sheffield) ist ein ehemaliger englischer Fußballspieler. Platts wurde mit seinem Ligadebüt für Sheffield Wednesday im Februar 1996 der jüngste Spieler der Premier League.

## Karriere
Platts machte bereits als Auswahlspieler für die englische Schülernationalmannschaft auf sich aufmerksam, im Juni 1994 traf er im Wembley-Stadion vor über 22.000 Zuschauern gegen Frankreich zum 2:1-Sieg und sorgte damit dafür, dass das Team in allen acht Spielen der Saison siegreich blieb. In der Folge wurde er regelmäßig in englischen Nachwuchsnationalteams aufgeboten und gehörte als rechter Flügelspieler noch dem Nachwuchsbereich von Sheffield Wednesday an, als er am 10. Februar 1996 im Alter von 16 Jahren und 263 Tagen beim 2:1-Heimsieg gegen den FC Wimbledon sein Debüt in der Premier League gab. Mit seiner Einwechslung für Chris Waddle in der 86. Minute wurde er der jüngste eingesetzte Feldspieler in der Geschichte von Sheffield Wednesday (unterboten von Matt Bowman im August 2006) und löste Neil Finn als jüngsten Premier-League-Spieler ab, ein Rekord der drei Jahre später von Gary McSheffrey unterboten wurde. Zwei Wochen später kam Platts gegen Tottenham Hotspur zu einem weiteren 18-minütigen Ligaeinsatz. Obwohl er 17-jährig im Oktober 1996 seinen ersten Profivertrag erhielt, kam er bis zu seinem Abgang drei Jahre später zu keinem weiteren Pflichtspieleinsatz für die erste Mannschaft von Sheffield.
Platts verließ Sheffield im März 1999 und wechselte ablösefrei zu Torquay United in die Third Division. Dort spielte er zunächst auf vertragsloser Basis, bevor er zur Saison 1999/2000 einen Profivertrag erhielt. Nach einer von Verletzungsproblemen geprägten Saison, in der er überwiegend im linken Mittelfeld eingesetzt wurde, löste er seinen Vertrag wegen Anpassungsschwierigkeiten im Oktober 2000 wieder auf und wechselte in den Non-League football zu Worksop Town, wo er auf seinen früheren Mannschaftskameraden Chris Waddle traf. Nach seiner Fußballkarriere arbeitete er in der Stahlbauindustrie, sein Cousin Jordan Chapell spielte später ebenfalls für Torquay.